# Messi (2014)
Messi is een documentaire over de Argentijnse voetballer Lionel Messi. De documentaire is geregisseerd door Álex de la Iglesia en ging in première tijdens het Filmfestival van Venetië in 2014.
De film gaat over de Argentijnse voetballer Lionel Messi, van zijn jeugd in Rosario totdat hij bij FC Barcelona een van 's werelds beste spelers was geworden. De Argentijnse coach en manager Jorge Valdano bespreekt in de film de kwaliteiten van Messi met Johan Cruyff en voormalig Argentinië-manager César Luis Menotti.  Iglesia zei dat hij bij het maken van de film was beïnvloed door Orson Welles' Citizen Kane en Woody Allen's Broadway Danny Rose.
De film werd geproduceerd door Mediapro en gedistribueerd door Warner Bros. Pictures.